# پنسکان (محترم آباد)
پنسکان، روستایی در دهستان محترم‌آباد بخش کتیج شهرستان فنوج  در استان سیستان و بلوچستان ایران است.

## جمعیت
این روستا در دهستان محترم‌آباد قرار دارد و براساس سرشماری عمومی نفوس و مسکن (۱۳۹۵)، جمعیت آن ۰ نفر بوده‌است.